# Katsuji Ebisawa
Katsuji Ebisawa (nascido em 5 de maio de 1934) é ex-presidente da televisão pública japonesa NHK. Ele renunciou ao cargo em 2005 devido à pressão dos trabalhadores e dos telespectadores na sequência de casos de corrupção na empresa.